# Pierre-Henri Raphanel
Pierre-Henri Raphanel, född 27 maj 1961 i Alger, är en fransk racerförare.

## Racingkarriär
Raphanel vann det franska F3-mästerskapet 1985 och tävlade sedan i formel 3000 1986-1988 utan att nå några egentliga framgångar. Han debuterade i formel 1 för Larrousse i Australien 1988 men han kvalade inte in. Trots detta lyckades Raphanel bli andreförare hos Coloni 1989. Han kvalade dock bara in till ett lopp, Monacos Grand Prix 1989, vilket han dock fick bryta efter att ha fått växellådeproblem.
Raphanel ersattes under säsongen av Enrico Bertaggia och flyttade då till Rial Racing men lyckade inte kvala in till något av de återstående loppen. Detta innebar slutet på hans korta F1-karriär men han fortsatte sin karriär i sportvagnsracing.

## F1-karriär
| Säsong | Stall/Tillverkare     | Poäng | Placering |
| ------ | --------------------- | ----- | --------- |
| 1988   | Larrousse (Lola-Ford) | 0     | –         |
| 1989   | Coloni-Ford Rial-Ford | 0     | –         |